# Utkir Kurbanov
Utkir Kurbanov (ur. 3 lutego 1983) – uzbecki judoka. Olimpijczyk z Pekinu 2008, gdzie zajął 21. miejsce w wadze półciężkiej.
Piąty na mistrzostwach świata w 2010 i siódmy w 2007; uczestnik zawodów w 2003, 2005 i 2011. Trzeci w drużynie w 2008. Startował w Pucharze Świata w latach 2010-2012. Brązowy medalista igrzysk azjatyckich w 2006 i 2010, a także mistrzostw Azji w 2007 i 2008. Wygrał igrzyska wojskowe i trzeci na wojskowych MŚ.

## Letnie Igrzyska Olimpijskie 2008
| Konkurencja | Eliminacje           | Klas. końcowa |
| Konkurencja | Przeciwnik I         | Miejsce       |
| ----------- | -------------------- | ------------- |
| 100 kg      | Daniel Brata (ROU) P | 21.           |